# Arthur Quiller-Couch
Sir Arthur Thomas Quiller-Couch (* 21. November 1863 in Bodmin, Cornwall; † 12. Mai 1944 in Fowey) war ein britischer Schriftsteller und Kritiker.

## Leben
Quiller-Couch studierte am Trinity College in Oxford und war dort nach erfolgreicher Beendigung seines Studiums in den Jahren 1886 bis 1887 als Dozent für klassische Sprachen tätig. Als solcher hatte er 1887 mit dem Roman Dead man's rock sein Debüt als Schriftsteller. Fast sein gesamtes literarisches Schaffen veröffentlichte Sir Arthur unter dem Pseudonym Q.
1912 nahm Sir Arthur einen Ruf nach Cambridge an und hatte dort als Professor einen Lehrstuhl für englische Literatur inne. Seine Abenteuerromane zeigen eine deutliche Verwandtschaft zu Robert Louis Stevenson; in seiner anderen Prosa fand Sir Arthur durchaus einen eigenen Stil. Stevensons Roman St. Ives schrieb Sir Arthur, vom 31. Kapitel an, zu Ende.
In seinen Werken über William Shakespeare, Charles Dickens und Geoffrey Chaucer setzte er sich durchaus kritisch mit der englischen Literaturgeschichte auseinander. Auch an der Edition verschiedener Anthologien war Sir Arthur maßgeblich beteiligt, die zum Teil heute noch in Gebrauch sind – insbesondere das Oxford Book of English Verse, ebenso an der Herausgabe kostbar illustrierter Märchen-Sammlungen.
Im Alter von 80 Jahren starb Sir Arthur Thomas Quiller-Couch am 12. Mai 1944 in Fowey.

## Familie
Er hatte einen Sohn namens Bevil Quiller-Couch. Dieser war mit der Dichterin May Wedderburn Cannan verlobt, doch starb er an Spanischer Grippe, bevor eine Heirat zustande kommen konnte.

## Werke

### Romane und Erzählungen
- Dead Man's Rock : a romance – London, Cassell, 1887
- The Blue Pavilions – London, Cassell, 1891
- I saw three ships : and other winter's tales – London, Cassell, 1892
- The delectable duchy : stories, studies and sketches – London, Cassell, 1894
- Wandering Heath : stories, studies, and sketches – London, Cassell, 1896
- A Spanish maid – London, Service & Paton, 1898
- The ship of stars – London, Cassell, 1899
- Old fires and profitable ghosts : a book of stories – London, Cassell, 1900
- The laird's luck and other fireside tales – London, Cassell, 1901
- The Westcotes – Bristol, Arrowsmith, 1902 online
- The adventures of Harry Revel – London, Cassell, 1903
- Hetty Wesley – London, George Bell, 1903
- Two sides of the face : midwinter tales – London, Macmillan, 1903
- Fort Amity – London, John Murray, 1904
- Shining Ferry – London, Hodder and Stoughton, 1905
- From a Cornish window – London, George Bell, 1906
- The Mayor of Troy – London, Methuen, 1906
- Major Vigoureux – London, Methuen, 1907
- Poison island – London, George Bell, 1907
- True Tilda – London, George Bell, 1909
- Corporal Sam : and other stories – London, George Bell, 1910
- Lady good-for-nothing : a man's portrait of a woman – London, Thomas Nelson, 1910
- The Sleeping Beauty and other Fairy Tales – New York, George H. Doran Company, 1910 online
- Brother Copas – London, George Bell, 1911
- Hocken and Hunken : a tale of Troy – Edinburgh, William Blackwood, 1912
- News from the Duchy – London, George Bell, 1913
- Nicky-Nan, reservist – Edinburgh, William Blackwood, 1915

### Andere Werke & Anthologien
- On the Art of Writing : Lectures Delivered in the University of Cambridge, 1913–1914 – Cambridge, University Press, 1916 online
- On the Art of Reading : Lectures Delivered in the University of Cambridge, 1916–1917  – Cambridge, University Press, 1920 online
- Charles Dickens and other Victorians –  Cambridge, Cambridge University Press, 1925
- The Oxford Book of Ballads – Oxford, Clarendon, 1910 online
- The Oxford Book of English Prose – Oxford, Clarendon Press, 1925
- The Age of Chaucer (1926)
- The Oxford Book of English Verse 1250-1900 - Oxford, Clarendon, 1901 online
- The Oxford Book of Victorian Verse. – Oxford: Clarendon Press, 1912
- The Poet as Citizen and other Papers – Cambridge, Cambridge University Press, 1934 online
- Shakespeare's Workmanship – London, T. Fisher Unwin, 1918 online
- In Powder and Crinoline. Fairy Tales Retold, illustrated by Kay Nielsen - London, Hodder & Stoughton, 1913